# Vasadi Péter
Vasadi Péter (Újpest, 1926. június 1. – Budapest, 2017. november 24.) a Nemzet Művésze címmel kitüntetett, Kossuth-díjas és József Attila-díjas magyar költő, író, esszéíró, irodalomkritikus, műfordító.

## Életútja
Hadapródiskolába járt Nagyváradon és 1944-től Thaidorfban (Bajorország). 1947-49-ben Budapesten egy bőrkereskedésben inaskodott. 1948-ban esti iskolában érettségizett. 1951-ben az Eötvös Loránd Tudományegyetemen magyar-német (orosz) szakos középiskolai tanári diplomát szerzett. Egyetemi tanulmányai alatt segédmunkából és műszaki rajzolásból tartotta fenn magát. 1952-1967 közt tervezési csoportvezetőként működött a Konzerv- és Húsipari Szállítási Vállalatnál (KOHUSZ). 1967-től az Új Ember és a Vigilia c. keresztény lapok munkatársa lett, közben 1970-ben elvégezte a MÚOSZ újságíróiskolát.

## Munkássága
A magunk kenyerén című antológiában (Budapest, 1971) jelentkezett verseivel (Erdei óda, Hát így mész el, Megtérsz alkonyatkor, Fegyvertelenül, Kiáramlik a szél, Homokakol). Később is szerepelt antológiákban, például Az év esszéi (Budapest, 2003-2006), Karácsony fényei : vallomások, elbeszélések, versek (Budapest, 2011). Egyre több önálló kötettel jelentkezett. Az elvont tárgyiasság versalkotói módszerét alkalmazza, transzcendens ihletésű verseiben és prózájában az irgalom, a szeretet, az emberség kapaszkodóit kutatja.
Németh István Péter költő-irodalomtörténész „Az égi tanonc” című esszéjében (2001) faggatja Vasadi Fényromok c. verskötetét és Innen című válogatott verseit, mintegy érzékelteti Vasadi hitelességét, amire már Esterházy Péter is rámutatott: „Szegény Vasadi Péter! nem elég neki, hogy mi, olvasói, állandóan fiatalságát emlegetjük, pedig Esterházy rég figyelmeztetett: nem mintha VP örökifjú volna, most a hetvenedik életévéhez közelebb olyan könyvvel jelentkezett, mint egy elsőkötetes csodagyerek. Ki más mondhatná ki, s ki másnak hinnénk el olyan evidenciákat, hogy a violának hatalma van, s hogy nem az erőszak erős, hanem a lélekzet.”

## Magánélete
1952-ben feleségül vette Marcsek Editet.

## Ars poeticája
„Az én ars poeticám az akaratlan kiszolgáltatottság; ez nem esztétikai fogalom, bár nem vagyok benne biztos, hogy csak az esztétikai fogalom, amit annak tartunk. Filozófiából, tudományból is átúszik sok minden, utóbbi a legelvontabb költészet; nem az szól bele a költészetbe, hanem benne van.”

## Kötetei
- Jelentés Babylonból, versek, Szépirodalmi Könyvkiadó, 1974
- Ének a szomjúságról, versek, Szépirodalmi Könyvkiadó, 1976
- Tamariszk, versek, Szépirodalmi Könyvkiadó, 1978
- Tűzjel, esszék, Szent István Társulat, 1978
- Hó és madarak, versek, Szépirodalmi Könyvkiadó, 1982
- Az ember reménye, esszék, Ecclesia Kiadó, 1982
- Nem kő, se csillag, versek, Szépirodalmi Könyvkiadó, 1984
- Fényromok, versek, Szépirodalmi Könyvkiadó, 1987
- Fahíd, válogatott és új versek, Szépirodalmi Könyvkiadó, 1990
- A szív szüntelen mormolása, levélregény, Szent István Társulat, 1991
- A szív tágassága, esszék, Hatodik Síp Alapítvány, Új Mandátum, 1993
- Ahogy én tudom, esszék, Hatodik Síp Alapítvány, Új Mandátum, 1994
- A viola hatalma, versek, Széphalom Könyvműhely, 1995
- Tettetés nélkül, karcolatok, elbeszélések, Nemzeti Tankönyvkiadó, 1995
- Sürget az idő, esszék, Magyar Helikon, 1996
- Különben szétesik..., esszék, Nemzeti Tankönyvkiadó, 1996
- Kinéz tengerre ablakon, versek, Kortárs Kiadó, 1997
- Csoportkép – Látás, jelek, jelentés, irodalomkritikák, Kortárs, 1998
- Mézízű vas, versek, Új Forrás Könyvek, 1998
- Üdvösség ideje, esszék, Széphalom Könyvműhely, 1998
- Egy nap süt idebent, irodalomtörténeti tanulmányok, Nemzeti Tankönyvkiadó, 1999
- Nem ragyogtak hiába, prózai írások, Kairosz Kiadó, 2002
- A zendülés vízszaga, versek, Széphalom Könyvműhely, 2002
- Ha az áldozat elszabadul, próza, Széphalom Könyvműhely, 2004
- Hajnal Kentuckyban, versek, Kortárs, 2005
- A kígyó bőre, nyolc dialógus a létről, Kortárs, 2005
- Séta tűzben, virágban, versek, Szent István Társulat, 2005
- Körülnéz. Megköszöni., jegyzetlapok hitről, emberről, világról, Szent István Társulat, 2006
- Intarzia, versek, Kortárs Kiadó, 2007
- A figyelem kertvárosa, versek, szerzői kiadás, 2008
- Kenyeret adtál..., prózai írások, Szent István Társulat, 2009
- Vasadi Péter válogatott versei, válogatott versek, Magyar Napló, 2009
- Opál beszéd, versek, Parnasszus, 2011
- Világpor, versek, Magyar Napló, 2012
- Sokan vagyok, esszék, Magyar Napló, 2014
- Tetőzés; Napkút, Budapest, 2014
- Csönd születik; Napkút, Budapest, 2016
- Szerelem és Szerelem. Válogatott versek; szerk. Szénási Zoltán; Új Forrás, Gerecse–Tata, 2018 (Új Forrás könyvek)
- A kórus kitart. Zenei témájú művek és válogatott versek; vál. Halmai Tamás, Zsille Gábor; Magyar Napló, Budapest, 2018
- Tenger mögötte. "Új versek, 2016. IV.–"; szerk., szöveggond., utószó Bende József; Vigilia, Budapest, 2018
- Vasadi Péter összes verse; szerk., szöveggond. Zsille Gábor; Magyar Napló–Írott Szó Alapítvány, Budapest, 2021–2022
  - 1. 1961–1987
  - 2. 1988–2005
  - 3. 2006–2017

## Fordításaiból
- Lanza del Vasto:[6] Júdás. Regény; ford., utószó Vasadi Péter; Ecclesia, Budapest, 1983. 236 p.

## Díjak, elismerések
- József Attila-díj (1991)
- Füst Milán-díj (1996)
- Arany János-díj (2004)
- Stephanus-díj (2005)
- Alföld-díj (2007)
- Déry Tibor-díj (2011)
- Kossuth-díj (2012)[7]
- A Nemzet Művésze (2014)
- A Digitális Irodalmi Akadémia tagja (posztumusz, 2018)